# Порта-Фурба — Куадраро (станция метро)
Порта-Фурба — Куадраро — станция линии А римского метрополитена. Открыта в 1980 году.

## Окрестности и достопримечательности
Вблизи станции расположены:
- Торпиньяттара
- Мандрионе
- Квадраро
- Порта Фурба

## Наземный транспорт
Автобусы: 557, 590, 657.